# 聖瑪利亞教堂 (阿雷佐)
聖瑪利亞教堂（義大利語：Santa Maria della Pieve）是位於義大利中部托斯卡納大區阿雷佐的一座教堂。教堂始建於1008年，並在12世紀得到重建，外牆和後殿得到進一步裝飾，內部則改為哥特式風格。鐘樓部分完成於1330年，是羅馬式風格。